# Uruca (San José)
Uruca è un distretto della Costa Rica facente parte del Cantone di San José, nella provincia omonima.
Uruca comprende 21 rioni (barrios):
- Alborada
- Bajos de Torres
- Carpio
- Carranza
- Corazón de Jesús
- Cristal
- Finca de la Caja
- Florentino Castro
- Jardines de Autopi
- Las Animas
- Magnolias

- Marimil
- Monserrat
- Peregrina
- Robledal
- Rositer Carballo
- Santander
- Saturno
- Uruca Centro
- Vuelta del Virilla
- Zona Industrial

Il distretto fa parte dell'area urbana della capitale San José, è il secondo del cantone per superficie ed è attualmente un'importante zona industriale. Ospita comunque anche aree residenziali e vi si trova il Parque Nacional de Diversiones, grande parco dei divertimenti.